# Каппадокия

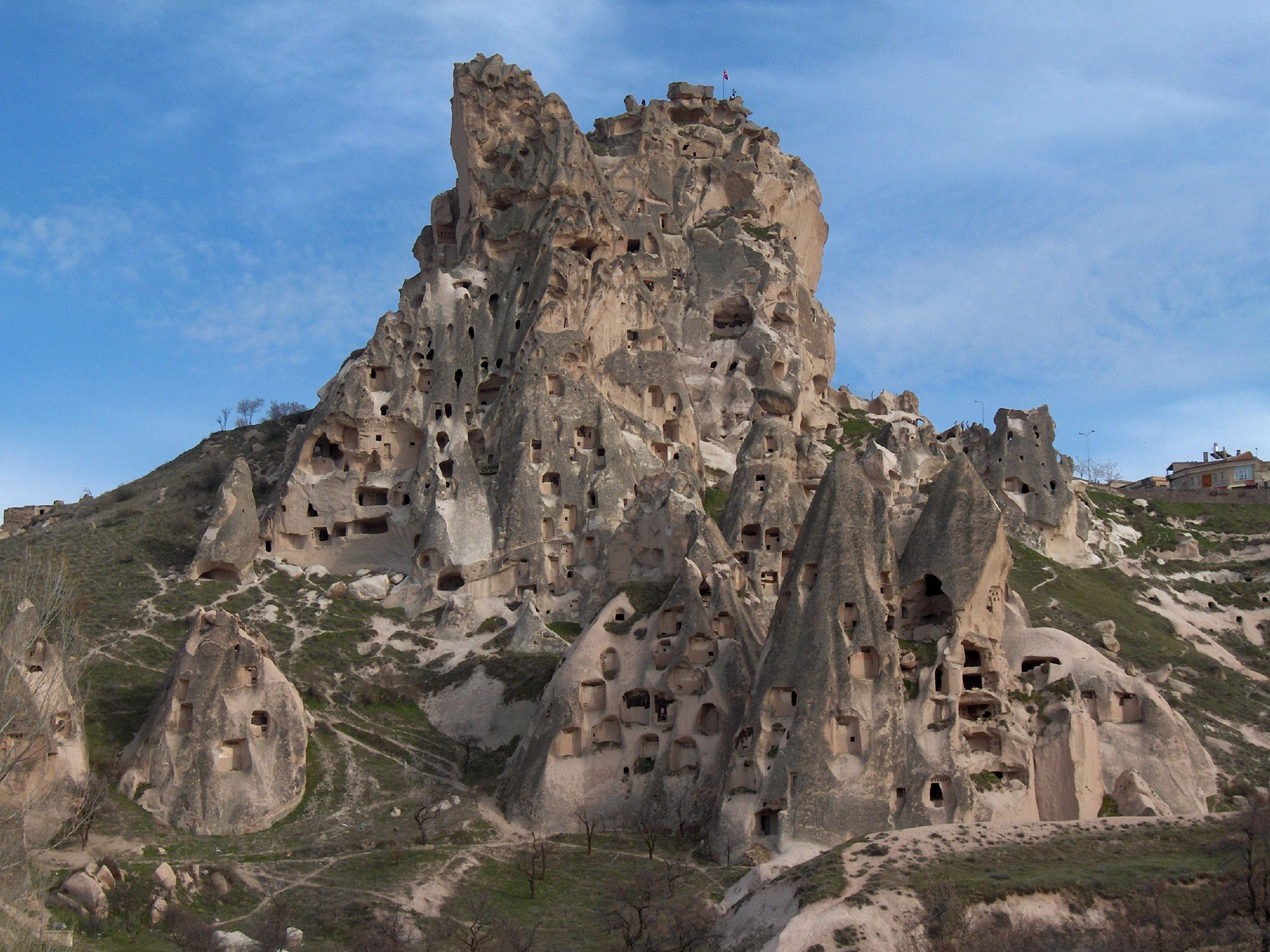
Вид крепости Учхисар, выдолбленной в скале (обитаема в византийский и османский периоды)

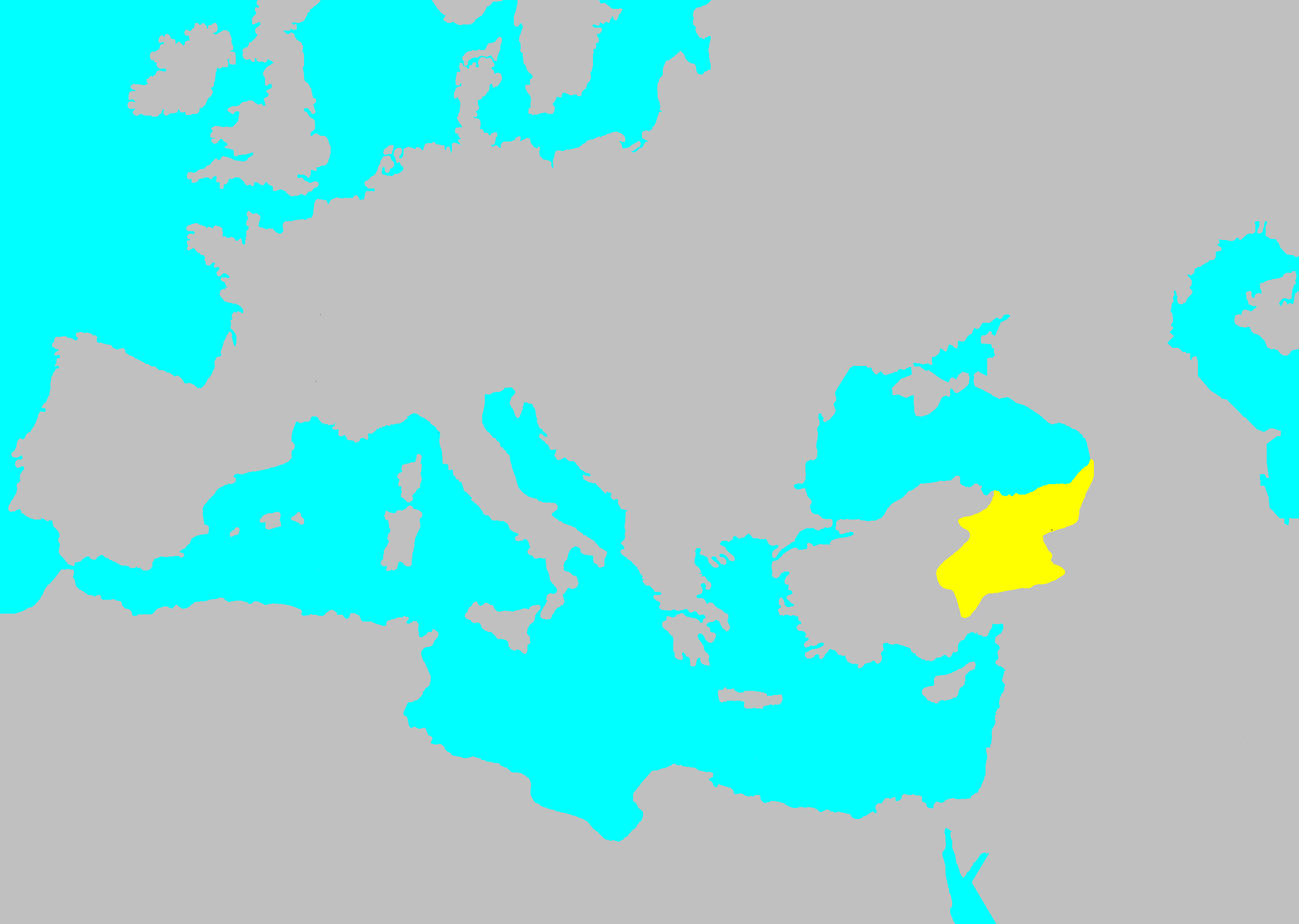
Провинция Каппадокия в составе Римской империи

Каппадо́кия (греч. Καππαδοκία, лат. Cappadocia, арм. Գամիրք [Gamirk']/Կապադովկիա, тур. Kapadokya, перс. کاپادوکیه‎ [Кападо(у)кья]) — историческое название местности на востоке Малой Азии на территории современной Турции (часть земель илов Невшехир, Кайсери, Аксарай и Нигде), употребляющееся со времён античности вплоть до наших дней.
Выделяется чрезвычайно примечательным ландшафтом вулканического происхождения, подземными городами, созданными в I тыс. до н. э. и обширными пещерными монастырями, ведущими свою историю со времён ранних христиан. Национальный парк Гёреме и пещерные поселения Каппадокии входят в список Всемирного наследия ЮНЕСКО.

## Этимология
Самое раннее упоминание Каппадокии датируется концом VI века до н. э., когда она появляется в трёхъязычных надписях двух ранних ахеменидских царей, Дария I и Ксеркса I в качестве одной из «дахью» (др.-перс. dahyu-) — стран Персидской державы. В этих списках указанное древнеперсидское название Хаспадуйя (Haspaduya), по мнению некоторых исследователей, произошло от иранского Huw-aspa-dahyu- — «страна прекрасных лошадей».
Другие предполагали, что название региона произошло от лувийского Kat-patuka, что значит «нижняя страна». Дальнейшие исследования показали, что наречие katta, означающее «вниз, внизу», является исключительно хеттским, а его эквивалентом в лувийском будет zanta. Поэтому более поздние работы в русле этой теории опираются на хеттское katta peda- (буквально «место ниже [столицы]») в качестве отправной точки для развития топонима Каппадокия.
Геродот пишет, что собственно имя каппадокийцев было применено к ним персами, в то время как эллины называли обитателей Каппадокии «белыми сирийцами» (Λευκόσυροι, левкосиры). Одно из племён Каппадокии, о котором он упоминает — мосхи, отождествляемые Флавием Иосифом с библейским Мешехом, сыном Иафета: «Мосохенцы, родоначальником которых является Мосох, носят теперь название каппадокийцев».
Средневековые армянские источники называют земли Каппадокии словом Гамирк (арм. Գամիրք), которое происходит от названия переселившихся в I тыс. до н. э. в Малую Азию киммерийских племён и связывается с именем библейского Гомера.

## Местоположение

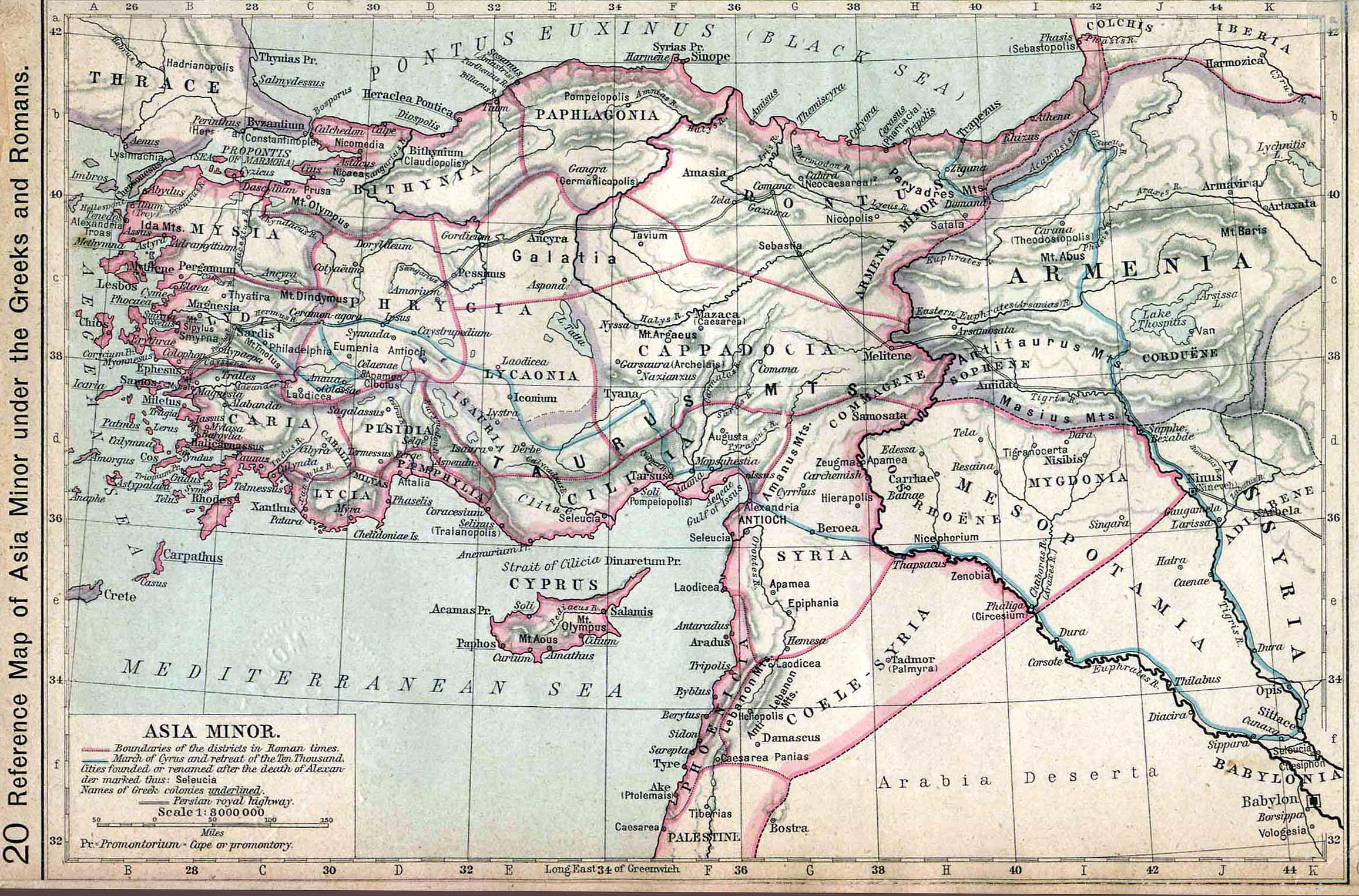
Каппадокия на карте Малой Азии. Обозначены другие границы эллинистических государств и римских провинций

В различные периоды времени границы Каппадокии менялись. В настоящее время под этим названием принято понимать её основное ядро.
Область находится в центре полуострова Малая Азия, не имея выходов к морю. Это по большей части ровное, лишенное растительности плоскогорье с континентальным климатом, редкими реками, которое находится на высоте 1000 метров над уровнем моря. С юга оно ограничено горами Эрджияс (3864 м, Аргейская гора) и Хасандаг (3253 м) (хребет Тавр) и простирается на север рядами долин к реке Кызылырмак и солёному озеру Туз.
Из рек Каппадокии главными были Галис (ныне Кызылырмак) и Ирис (ныне Ешильырмак) с многоводным притоком Ликом (ныне Келькит). Бывшие исторические области Малой Азии, окружавшие Каппадокию, таковы: с севера Понт, с северо-востока — Армения, на востоке Месопотамия, на юге Сирия и Киликия.
Эти территории в древности были известны как Каппадокия Великая или Средиземноморская. Периодически в состав Каппадокии включались земли, выходящие к Чёрному морю, они назывались Каппадокия Малая, Понтийская или Верхняя, (хотя в истории они больше известны под самостоятельным названием Понт, являвшимся время от времени независимым государством).

### Города
Большинство городов Каппадокии либо известны с древнейших времён и упоминаются во многих источниках античности, либо были основаны исламскими завоевателями ок. XIII в.

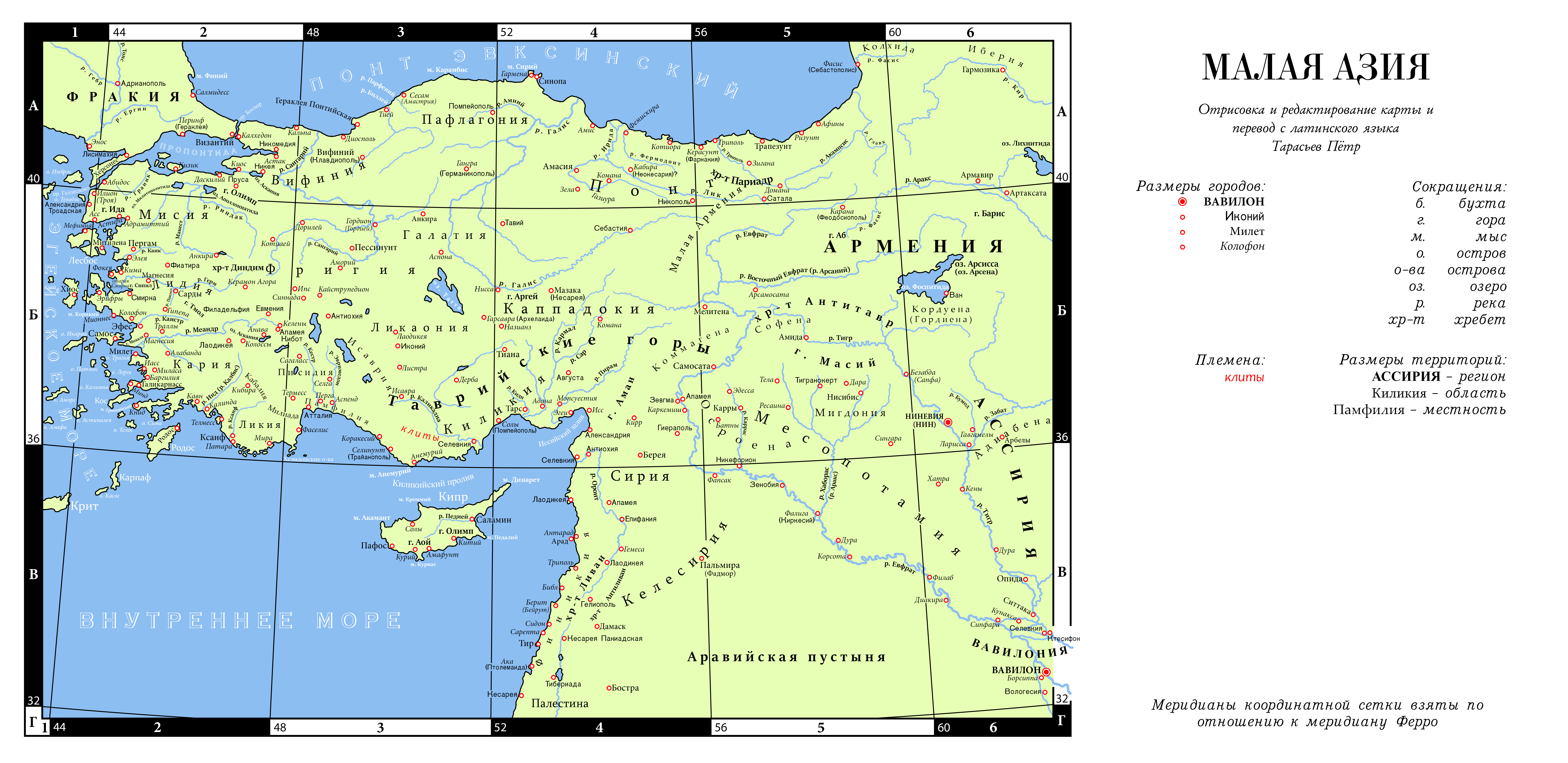
Исторические области Малой Азии во времена классической античности

- Кайсери — Кесария Каппадокийская, арм. Մաժաք (Мажак)
- Невшехир — стар. Мускара, Нисса
- Ургюп — Прокопион
- Гёреме — стар. Корама
- Аванос — стар. Венасса
- Султанханы — известен с 1229 г.
- Гюзельюрт — антич. Гельвери
- Агзыкарахан
- Алайхан — известен с 1292 г.
- Оресин-Хан — известен с XIII в.
- Хаджибекташ — стар. Доара
- Конья  (в отдельные исторические периоды также входила в состав Каппадокии) — стар. Иконион
- Мустафапаша — стар. Синассос
- Аксарай — Колония Каппадокийская[7]

### Язык и население
Каппадокия, особенно античная и средневековая, имеет довольно богатую языковую историю из-за того что регион лежал на перекрёстке нескольких важных миграционных потоков как индоевропейских, так и неиндоевропейских народов.
Для средневековой Каппадокии характерна постепенная ассимиляция индоевропейских носителей (армяне, греки) неиндоевропейскими (турки).
После захвата региона Александром Македонским в IV веке до н. э. в Каппадокии наступает эллинистический период, то есть имеет место прогрессивная ассимиляция или эллинизация местного населения. Тем не менее, ни во времена античности, ни во времена Византии, когда здесь распространяется особая форма греческого языка — византийский язык — полной ассимиляции автохтонного населения не происходит. Так, вероятно, из-за того что греки составляли не более трети местного населения и не проводили агрессивной лингвистической политики, греческий язык являлся лишь лингва франка региона.
Ситуация резко меняется после 1071 года, когда выигранная битва при Манцикерте открывает туркам ворота в Малую Азию. Массовый наплыв тюркских кочевников и их доминирующее военное положение приводят к исламизации, а затем и к ассимиляции большинства местных народов турками. Большинство греков при этом переходит на турецкий язык, а точнее его особый караманский диалект (см. «Караманлиды»). В среде тех немногих греческих крестьян, которые сохраняют способность общаться на среднегреческом, при сильном турецком влиянии развивается так называемый каппадокийский язык, существовавший до середины XX века. Из существовавших национальных меньшинств следует отметить карманлидов и катаонов (жителей Ю. Катаонии).

По имеющимся данным, в 1813 году, армяне все ещё составляли ок. 60 % населения Кесарии, а в области горы Эрджияс, насчитывалось 34 армянских села.

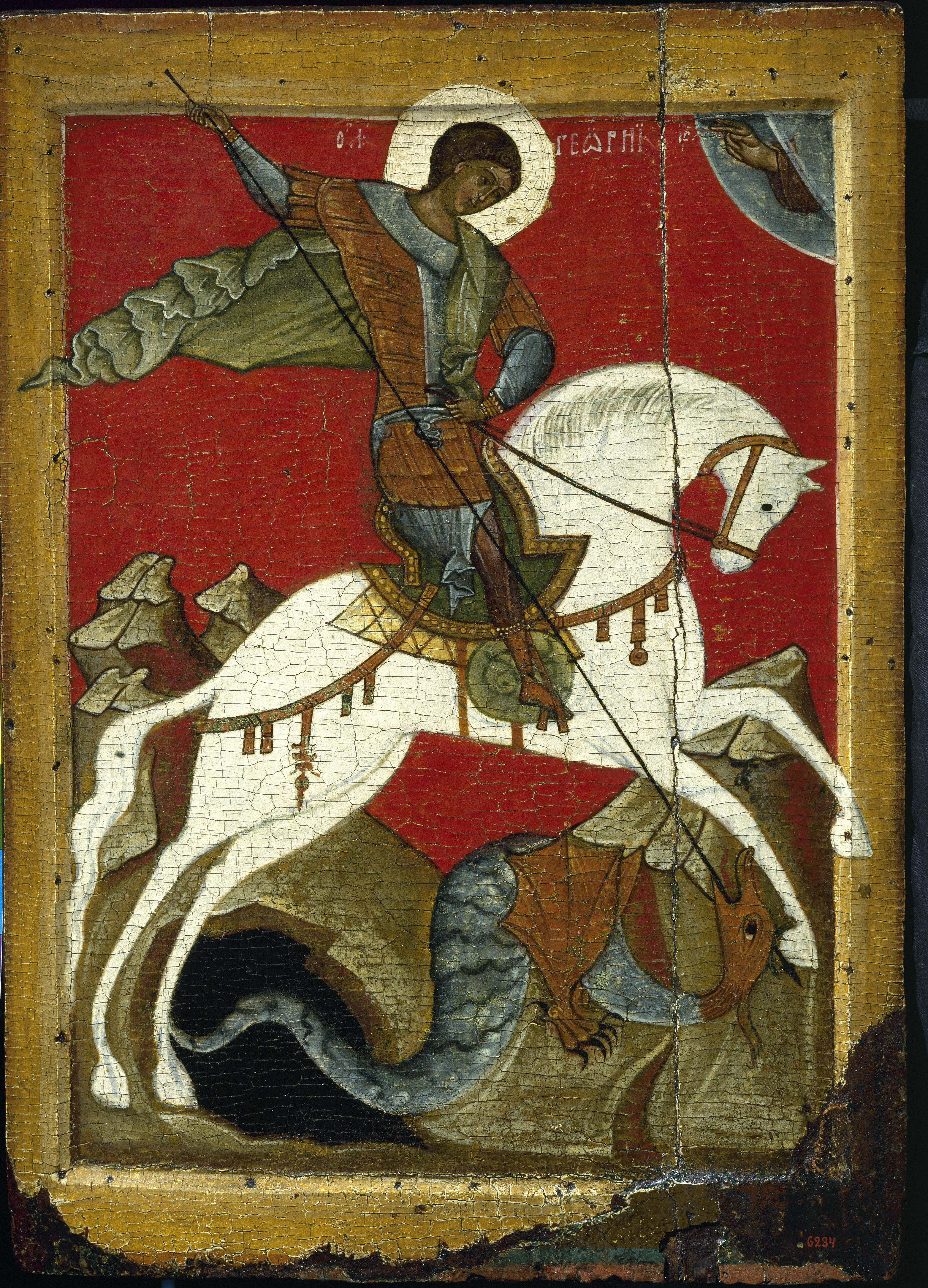
Святой Георгий Победоносец

В 1912 г. в Каппадокии (совр. илы Кайсери, Нигде, Аксарай и Невшехир) проживали: турки — 202 927 чел., греки — 78 719 чел., армяне — 39 489 чел.
С преобразованием империи в 1919 году регион оказался в составе Турецкой республики (официально с 1923 года). В результате административной реформы регион оказался поделённым между административными провинциями Невшехир, Кайсери, Аксарай и Нигде. В 1923 году состоялся Греко-турецкий обмен населением, когда эти земли покинуло православное грекоговорящее население, жившее там веками, а остались лишь турки. Кроме того, региона коснулось истребление армян.
В III веке в Каппадокии родился христианский великомученик Георгий Победоносец, наиболее почитаемый святой этого имени.

#### Армяне в Каппадокии
Ряд исследователей считает коренных жителей Каппадокии народом, родственным армянам и фригийцам. Политика Византии в отношении армян сыграла важную роль в истории Каппадокии. Гранича на северо-востоке с Малой Арменией, а на востоке — с Великой, Каппадокия издавна испытывала демографическое влияние этой нации, но в этот период оно приобрело особый размах. Византийская империя в условиях борьбы с Багдадским халифатом занималась насильственным переселением армян из Армении в Малую Азию. Имела место и обычная, достаточно интенсивная эмиграция из захваченной арабами Армении, вызванная той же войной. Переселение на византийские территории осуществлялось, главным образом в Каппадокию (VII—IX вв.), а также в Месопотамию, Киликию и Сирию. Так, например, византийский полководец Лев в 688 году разорил 25 округов Армении и выселил оттуда в Малую Азию 8000 семейств. В 747 году, в 751 году, в 752 году армяне были переселены в Малую Азию из Мелитены и Карина (Эрзурума). Пик, вызванный агрессией Византии и вторжением сельджуков, пришёлся на XI в. К примеру, в 1020—1021 годах император Василий II переселил из Ванской области в Себастию (Малая Азия) 15 тысяч армянских семейств. Византийские императоры, уничтожив Васпураканское, Анийское и другие армянские царства, предоставили Багратидам, Арцрунидам и другим царским и княжеским родам новые владения на территории империи. Эти правители концентрировали в своих руках власть по мере ослабления самой Византии, вдоль восточной границы которой возникли армянские княжества на землях, обитаемых армянами, в том числе и в Каппадокии.

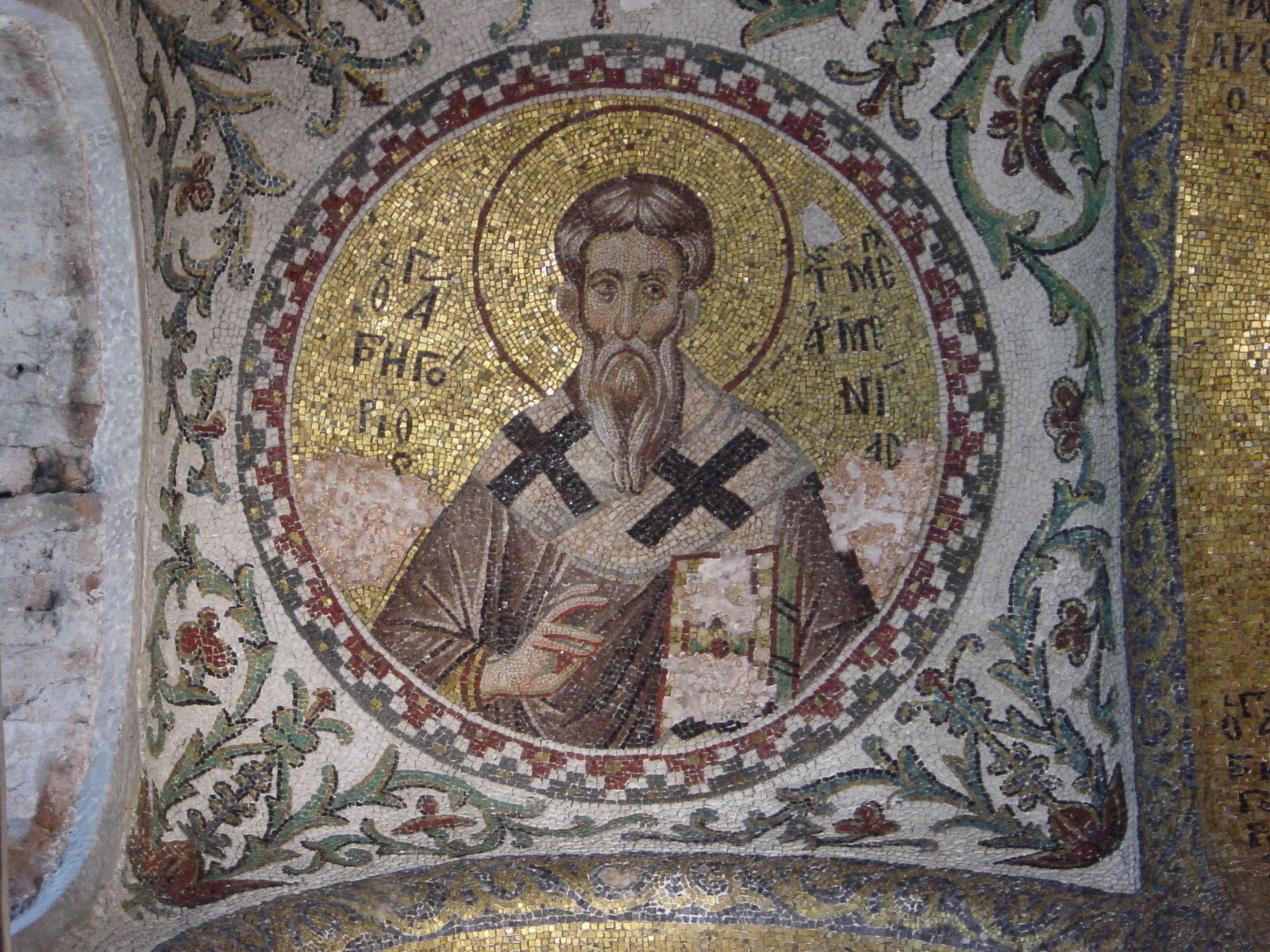
Равноапостольный Григорий Просветитель, крестивший Армению, происходил из Каппадокии. Мозаика в Константинополе

Одним из подобных вассальных государств стало Арцрунидское царство, которое возникло в Себастии в 1016—1020 годах при царе Сенекериме, когда этот правитель вместе с третью всего населения своей Васпураканской области покинул свои земли и переселился в верховья Кызыл-Ирмака. Это первое вассальное армянское царство, возникшее в Каппадокии, в состав которого входили Себастия, а также ряд городов и уездов между Понтийскими горами и Ефратом. Византия надеялась использовать его как один из барьеров против сельджуков. Армяне титуловали Сенекерима «царём Армении», тогда как Константинополь даровал ему лишь титул «патрика» (11-й ранг в правительственной иерархии Византии), «полководца» Каппадокии или «дука Месопотамии и стратега Каппадокии». После смерти этого правителя в 1026 году при его наследниках государство продолжало расширять свои границы, пока не было захвачено сельджуками в 1080 году.
В 1045 году в Каппадокии было образовано Багратидское царство. Оно было основано в 1044 году, когда, захватив царство, Константин Мономах даровал его правителю Гагику II два города (или даже замка) — Пизу и Колонпалат. Гагик II же распространил свою власть на Кесарию, Цамндав и Хавартанек, получив их в качестве приданого за внучку царя Сенекерима, дочь Давида Арцруни. Это вассальное государство просуществовало до 1079 г., когда Гагик был убит греческими феодалами.
Цамндавское царство возникло в 1065 году из владений, дарованных Гагику, царю Карса, сыну Абаса, взамен потерянных им земель. Ими оказались города Цамндав (бывший Кидн) и Ларисса. Это государственное образование существовало до убийства Гагика в 1081 году византийцами.
Кроме этих трёх армянских царей на данные земли переселились многочисленные армянские княжеские роды вместе со своими вассалами и подданными. Важным источником по этой теме является сочинения Смбата Спарапета.

Арабский историк Абу-ль-Фарадж бин Харун отзывается об армянских поселенцах X века в Сивасе следующим образом: 
Сивас, в Каппадокии, доминировал армянами, чьё число увеличилось настолько, что они стали жизненно важными членами имперской армии. Армяне использовались в сильно укреплённых крепостях, отвоёванных у арабов в качестве часовых. Они отличались как опытные солдаты пехоты в имперской армии и постоянно боролись с выдающейся храбростью и успехом у Римлян, другими словами Византийцев.
 В результате дальнейших военных кампаний Византии, расселение армян продолжилось как в Каппадокии, так и в восточном направлении — в Киликию и в гористые области северной Сирии и Месопотамии — вплоть до эпохи образования государств крестоносцев.

## Геологическая характеристика

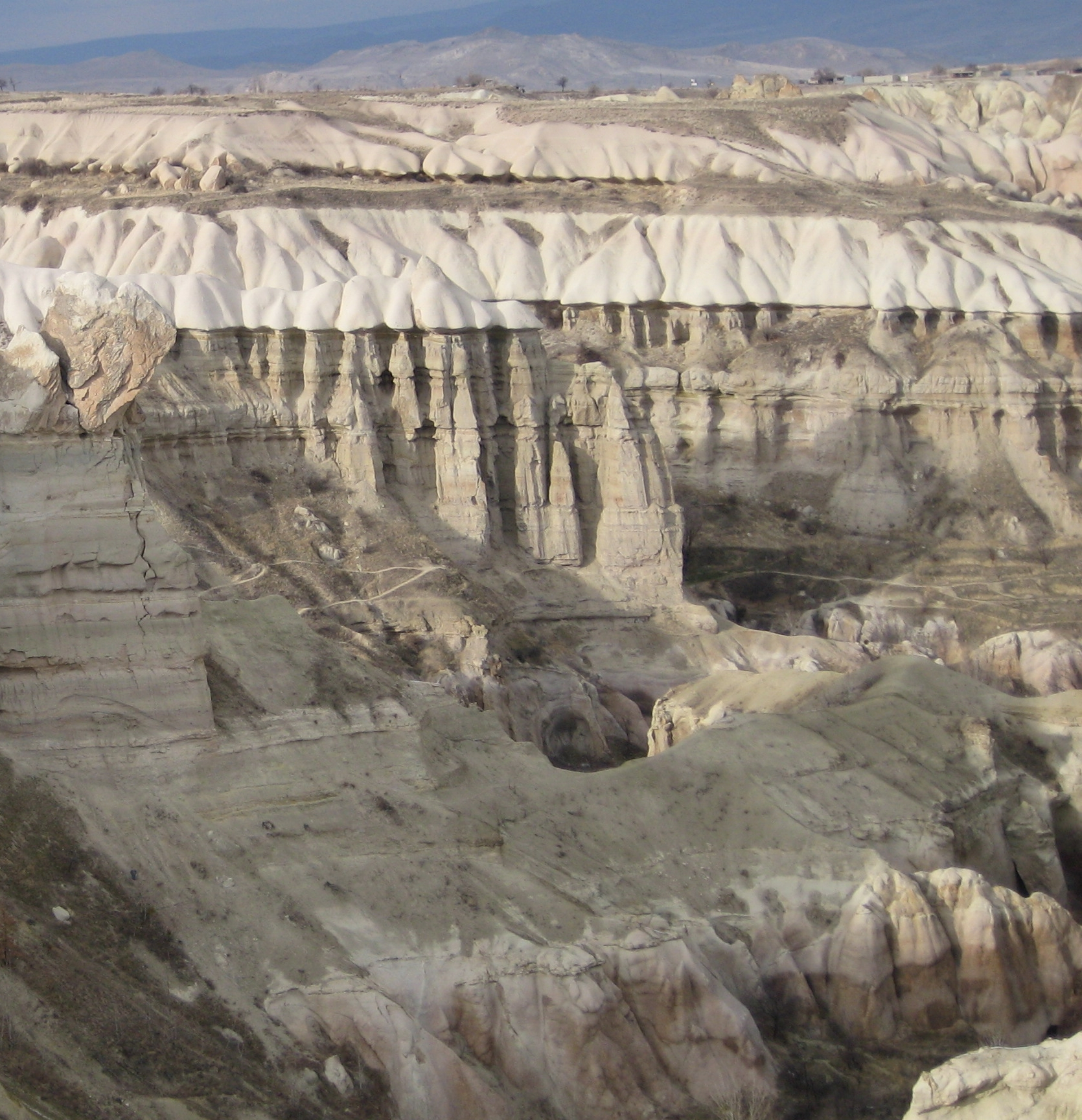
Долина реки к северу от Учхисара. Хорошо заметна слоистость расположения горных пород

Каппадокия отличается уникальной геологией. Своим строением она обязана последовательному действию двух противоположных природных сил в период кайнозоя около 65-62 млн лет назад:
1. Период, когда благодаря извержениям вулканов и излияниям лав её покрыли туфы и другие геологические породы.
2. Период эрозий.

В период образования гор, в частности хребта Тавр, в средней Анатолии, частью которой является Каппадокия, образовались разломы глубинного заложения. Магма, изливаясь на поверхность, образовывала вулканы, таким образом параллельно Тавру появилась линия новых вулканов (Эрджиес, Девели, Мелендиз, Кейчибойдуран, Хасан и Гюллюдаг). Пик активности этих вулканов пришёлся на период позднего миоцена.
Лава и туф, заполняя понижения рельефа, выравнивали долины и склоны и образовали плато на месте горной страны. Так появились конусы потухших вулканов, застывшие потоки лавы, пласты серого пепла и россыпи обломков пирита.
Следующий период характеризуется эрозией и выветриванием. Благодаря резко континентальному климату Каппадокии с внезапными и значительными перепадами температуры, в горных породах образовывались трещины. Вода и лёд способствовали разрушению скал, наряду с проливными дождями и воздействием рек. (В образовании долин этой местности особую роль сыграли р. Кызыл-Ирмак и впадающие в неё р. Невшехир, Дамса и их притоки). Они разрушали вулканические породы. С течением времени из вулканической породы образовывались отдельные холмы.

### Каменные столбы
Именно таким образом были образованы знаменитые «каменные столбы» худу, или перибаджалары (тур. Peri bacaları, «камины фей», — останцы в виде каменных грибов и каменных столбов причудливых форм и очертаний. Геологический разрез этих образований выглядит следующим образом:
- наверху расположены базальты и андезиты
- а внизу — туфы

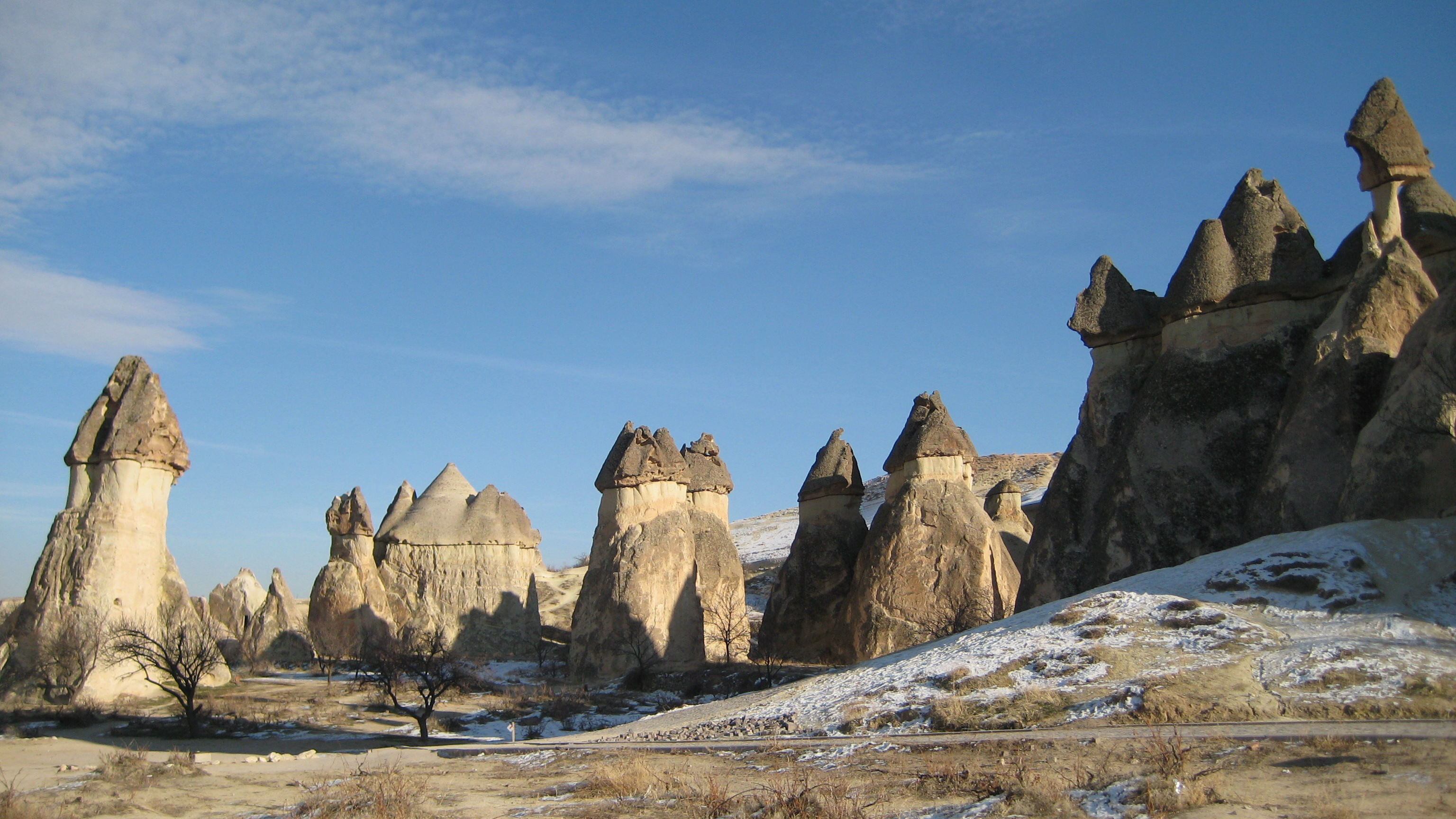
Долина Паша Баглари (Пашабаг). Невшехир, Аванос, Чавушин, нац. парк Гёреме

Ранее базальты и андезиты покрывали туфовую основу полностью, теперь же (благодаря процессу разрушения) увидеть их можно только в отдельных частях скал: они нависают крупными блоками («шляпками») на конусообразных туфовых столбах. Под ними видна четкая горизонтальная линия, обозначающая границу скалы и туфа. Шейка туфового конуса со временем постепенно утончается, благодаря чему в какой-то момент эта «шляпка» будет обрушена. Не защищённые сверху останцы разрушаются полностью. Процесс их образования и разрушения, проявившийся в четвертичном периоде, продолжается и до наших дней.
Туфовые конусы высятся либо сплошной стеной, либо отдельными группами. Некоторые из этих скал достигают высоты 40 м. Этот вид образований считается присущим исключительно Каппадокии: 18-ти километровая территория Кызыл-Ирмака, Дамса-Чайы (на востоке), Невшехир-Чайы (на западе), а на юге 288 м². между Ойлы и Кермильскими горами. Типичная форма — «грибы», хотя есть и более экзотические формы. Так, в окрестностях Гёреме находится т. н. Love Valley (Нижняя долина, она же Долина пенисов, Penis Valley), скальные образования которых имеют очевидные формы фаллосов (см. илл.).
В окрестностях г. Кула в Эгейском регионе Турции имеется по аналогии названная область «Куладоккия», площадью 37,5 гектар, образовавшаяся схожим образом из вулканических пород.

### Климат и растительность
Климат Каппадокии умеренно континентальный, с жарким и сухим летом и холодной зимой. Зимой (с декабря по февраль) температура в ночные часы понижается до отрицательных значений (0…-15), днем бывает слабо положительной (от 1 до 5 тепла). Самое жаркое время года с июня по сентябрь (ночью +15…+20 , днем около 30 градусов). Самый засушливый месяц — август, в нём месячное количество осадков всего 10 мм, а число дней с дождем в среднем не более 3. Больше всего осадков выпадает в апреле и мае (40-50 мм), в них наблюдается 12-13 дней с осадками.
Растительности мало, но почва прекрасно подходит для выращивания винограда (один из немногих регионов в Турции). Горное плато отличается континентальным климатом, неблагоприятным для произрастания южных злаков и плодовых деревьев.

## История

Каппадокия под властью Армянской Империи Тиграна II Великого

История Каппадокии ведёт своё начало с 5 тыс. до н. э. Все это время регион находился на перекрёстке цивилизаций, входя поочерёдно в состав Хеттской, Персидской, Римской, Византийской и Османской империй и иных государственных образований, и служа ареной многочисленных войн.
В эпитоме Юстина на труд Помпея Трога «История Филиппа» (2-я пол. I в. до н. э. — I в. н. э.) описываются такие события:

У скифов между тем двое юношей царского рода Плин и Сколопит, изгнанные из отечества вследствие происков вельмож, увлекли за собой множество молодых людей и поселились на берегу Каппадокии Понтийской около реки Термодонта, заняв покоренную ими Темискирскую равнину. Отсюда они в течение многих лет совершали грабительские набеги на соседние племена, которые, договорившись между собой, заманили их в засаду и перебили.Оригинальный текст (лат.)Sed apud Scythas medio tempore duo regii iuvenes, Plynos et Scolopitus, per factionem optimatum domo pulsi ingentem iuventutem secum traxere et in Cappadociae ora iuxta amnem Thermodonta consederunt subiectosque Themiscyrios campos occupavere. Ibi per multos annos spoliare finitimos adsueti conspiratione populorum per insidias trucidantur.— Юстин, «Эпитома сочинения Помпея Трога „История Филиппа“»
В Библии описаны некоторые события, связанный с Каппадокией: в частности, представители Каппадокии присутствовали на Соборе, где на апостолов сошёл Дух Святой (Библия, Деяния святых апостолов, гл. 2, ст. 8 — 9), упомянута Каппадокия и в другом месте Писания: Первое послание Петра, гл. 1, ст. 1.
В 302 году до н. э., воспользовавшись помощью приютивших его армян, Ариарат II разбил македонского полководца Аминту и, изгнав войска греков, восстановил владения, хотя страна все ещё оставалась в зоне влияния Селевкидов. Первое время Каппадокия признавала над собой власть понтийских царей, хотя фактически была независима. Окончательный раздел между двумя царствами произошёл около 255 года до н. э., когда Ариарат III принял царский титул.
К началу III века до н. э. Каппадокия была разделена на 10 провинций, названия которых сохранены Страбоном. Пять из них находились на Тавре: Мелитена, Катаония, Киликия, Тианитида и Гарсавритида. Названия других пяти были: Лавинсена, Саргаравсена, Саравена, Хаманена и Моримена.
Ариарат III Благочестивый в 193 г. до н. э. участвовал в войне против римлян в союзе с Антиохом, за что должен был выплатить часть возложенной на Сирию контрибуции. С тех пор он стал верным союзником пергамцев и римлян. Дружба с римлянами, как отмечает Тит Ливий, была заключена в 189—187 годах до н. э.. В 182 г. до н. э. его ссора с Фарнаком Понтийским развязала общую войну всех малоазиатских государств. Фарнак напал на Каппадокию, но цари Пергама Эвмен и Аттал неожиданно выступили на стороне Ариарата.
В борьбе против этой коалиции Фарнак потерпел поражение и в 179 году до н. э. был вынужден подписать мир на невыгодных для себя условиях: расторгнуть все неравноправные договоры с галатами, возвратить Пафлагонию и захваченную часть Каппадокии, а также выплатить победителям 1200 талантов контрибуции.
Как отмечает Тит Ливий, в 160 — 153 годах до н. э. царь Ариарат, с помощью хитрости и силы изгнанный из своего царства Деметрием, волею Сената был восстановлен на престоле. Свои армянские владения Ариарата вынудили уступить вновь возникшим государствам — Великой Армении и Софене.
В смутное время после смерти Ариарата IV (156—131 гг. до н. э.) Каппадокия оказалась во власти Понта, что произошло благодаря активной деятельности вышеупомянутого понтийского царя Фарнака I.
Ариарат V Филопатор воевал с Аристоником Пергамским, поднявшим в 133 году до н. э. восстание против римлян, и погиб в этой войне, зато к владениям его наследников благодарными римлянами были присоединены Ликаония и Киликия.
Вдова Ариарата V Филопатора Лаодика (Ниса?), чтобы продлить время своего правления, убила одного за другим пятерых своих сыновей. В 130—129 годах до н. э. власть в стране фактически оставалась в её руках, а затем перешла к её шестому сыну Ариарату VI. Царь соседнего Понта Митридат V Эвергет ввёл в Каппадокию войска, «чтобы поддержать малолетнего наследника», а затем женил его на своей дочери Лаодике.
Как отмечают историки, одним из источников дохода страны являлась работорговля, которую организовали цари Каппадокии и Вифинии. Например, они заполняли своим «живым товаром» невольничий рынок острова Делос, поставлявшего рабов в Рим. О каппадокийских рабах упоминали поэты Гораций, Персий, Марциал, Ювенал.

Малая Азия в 1097 году

### Основные даты
- 2500—2000/1700 г. до н. э. — населяли Хатты (Анатолия), народ страны Хатти;
- ок. 18 в. до н. э. — завоевание хеттами;
- 585 год до н. э. — завоевание мидийцами;
- 363—370 гг. до н. э. — завоевание персами;
- 350—322 гг. до н. э. — правление первого независимого царя Каппадокии Ариарат I;
- 333 год до н. э.— завоевание Александром Македонским;
- 301—280 гг. до н. э. — правление царя Каппадокии Ариарат II, частично вернувший царство;
- 93 год до н. э. — завоевание армянами[27];
- 17 г. н. э. — превращение в римскую провинцию Каппадокия (соединена с Понтом и Малой Арменией);
- 1071 г. — входит в состав армянского государства Филарета Варажнуни[28];
- 1087 г. — территория захвачена сельджуками;
- 1515 г. — окончательное присоединение Каппадокии к Османской империи;
- 1915 г. — уничтожение армянского населения в ходе геноцида армян;
- 1923 г. — депортация греческого населения;
- с 1919 г. — в составе Турецкой республики (официально с 1923).

### Список правителей Каппадокии
Персидские сатрапы Каппадокии
- Кир Младший (ум. в 401 году до н. э.);
- Митридат (ум. до 362 г. до н. э.) — сатрап Каппадокии (Понтийской?) и Ликаонии[29] — родоначальник Понтийской династии (вероятно, его сыном был Ариобарзан, знаменитый сатрап Фригии и Даскилея, ум. в 360 году до н. э., а правнуком — первый царь Понта Митридат I Ктист);
- Ариобарзан, сатрап (362—360 гг. до н. э.);
- Датамн (ок. 380—362 гг. до н. э., вёл свой род от Отаны, боковая династия — Понтийские цари);
- Ариамн (Ариарамн I, 362—350 гг. до н. э.);
- Ариарат I (персидский сатрап, 350—331 гг. до н. э.).

Македонские сатрапы:
- Эвмен (323—316 гг. до н. э.);
- Аминта (302—301 гг. до н. э.) — наместник.

Ариартиды (350—95 до н. э.):
- Ариарат I (независимый царь, 331—322 гг. до н. э.);
- Ариарат II (301—280 гг. до н. э.);
- Ариарамн (Ариамн II; 280—250 гг. до н. э.);
- Ариарат III (250—220 гг. до н. э.);
- Ариарат IV Эвсеб (220—163 гг. до н. э.);
- Ариарат V Филопатр (163—130 гг. до н. э.);
- Ороферн Никифор (самозванец; 160—156 гг. до н. э.);
- Царица Лаодика (вдова Ариарата V; 130—129 гг. до н. э.);
- Ариарат VI Эпифан Филопатр (130—116 гг. до н. э.);
- Ариарат VII Филометор (116—101 гг. до н. э.);
- Ариарат VIII (101—96 гг. до н. э., не из рода Ариартидов, сын Митридата VI Евпатора Понтийского)[23]);

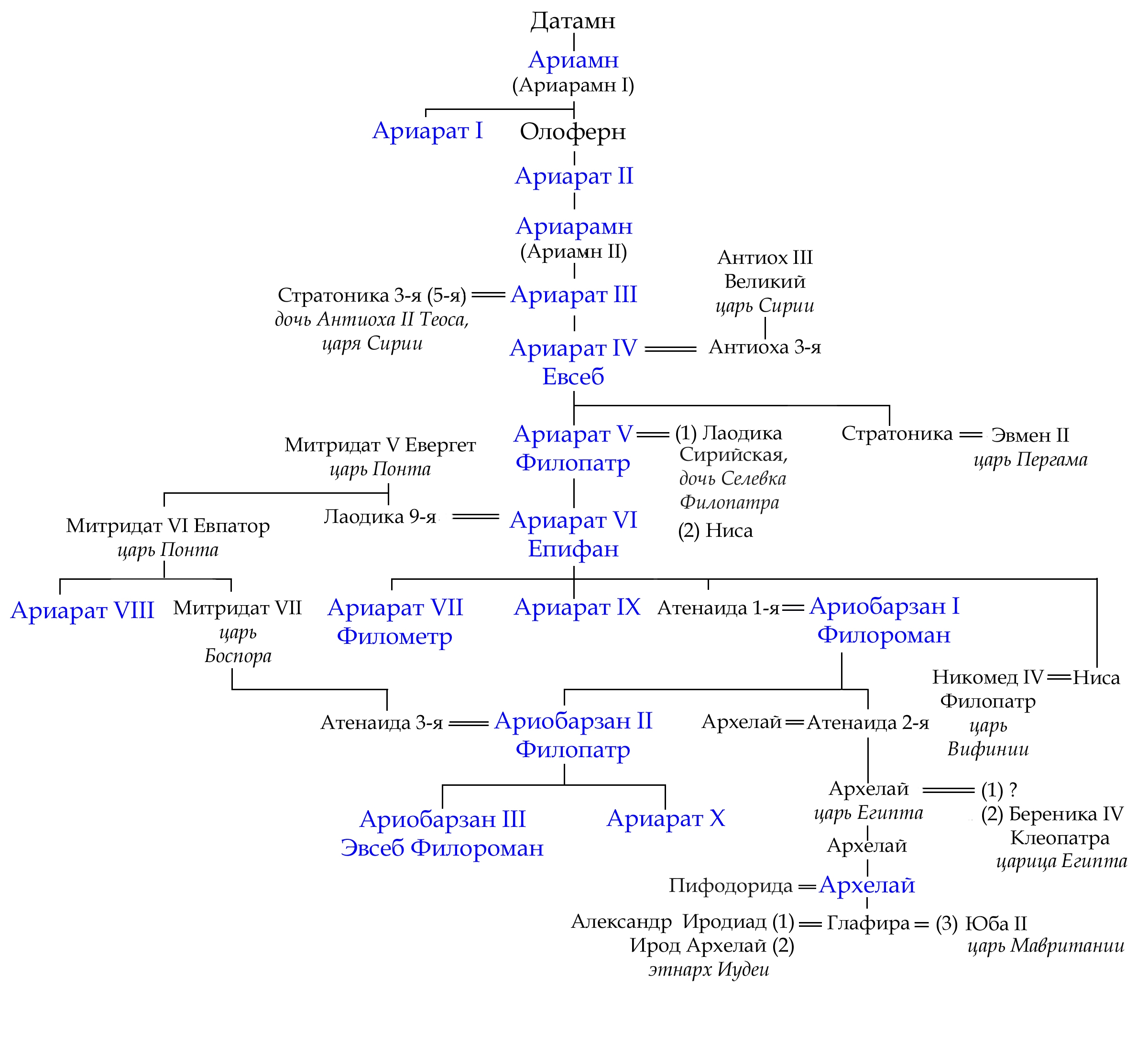

- Регент Гордий (101—96 гг. до н. э.);
- Ариарат IX (96—95 гг. до н. э.);
- Ариарат VIII (вторично, 95—86 гг. до н. э.).

Ариобарзаниды (95—36 гг. до н. э.):
- Ариобарзан I Филороман (95—62 гг. до н. э.);
- Ариобарзан II Филопатр (62—52 гг. до н. э.);
- Ариобарзан III (52—42 гг. до н. э.);
- Ариарат X (42—36 гг. до н. э.);
- Архелай (36 г. до н. э. — 17 г. н. э., не происходил из рода Ариобарзанидов, супруга — Пифодорида);

В 17 году н. э. Каппадокия вошла в состав Римской империи.
Армянские правители и цари:
- Сенекерим Арцруни (1022—1026 гг.);
- Давид, сын (1026—1065 гг.);
- Атом, сын (1065—1083 гг.);
  - Абусахл, брат (соправитель: 1065—1083 гг.)

1083 год — сельджукское завоевание.

## Культура Каппадокии

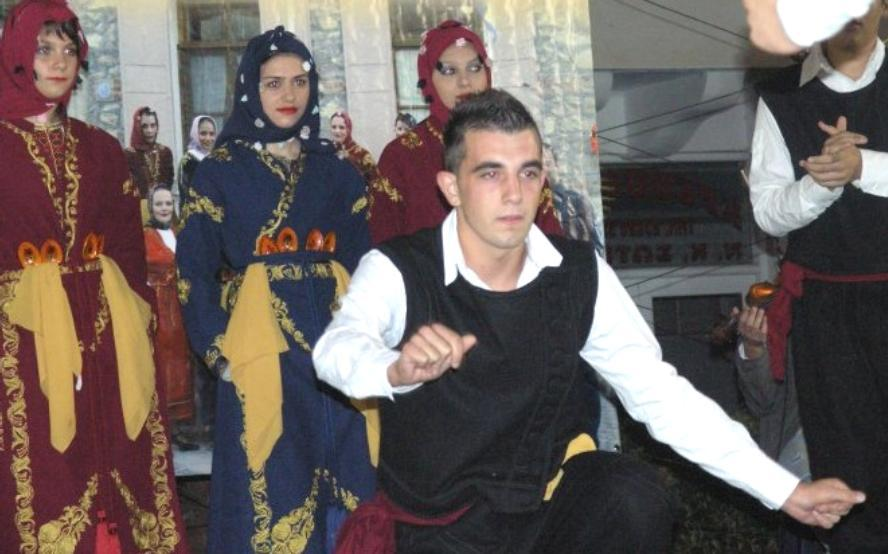
Каппадокийские греки в традиционной одежде

До принятия христианства Каппадокия находилась на задворках различных империй, слабо поддаваясь влиянию как эллинизации, так и романизации. Для страны были характерны различные языческие культы. Начиная с первых веков нашей эры регион превращается в одно из основных ядер распространения христианства, благодаря обширному распространению монастырей. Из Каппадокии вышли просветители готов, армян и грузин: Вульфила, Григорий Просветитель и Нино Каппадокийская, бесчисленное количество святых, а также Великие каппадокийцы (Василий Великий, Григорий Нисский и Григорий Богослов), которые в IV веке внесли значительный вклад в христианское богословие и церковную жизнь, разработав, в частности учение о Троице, а также введя праздник Рождества.
Каппадокийцами являются в апокрифических источниках известные христианские святые воины-мученики свв. Георгий и Лонгин.
С XI—XV вв. начинается активная исламизация данных земель.

## В мировой культуре

### В литературе
- Мережковский, Дмитрий Сергеевич. «Смерть богов. Юлиан Отступник»[30] — место действия Каппадокия;
- Иосиф Бродский. Стихотворение «Каппадокия» — о войнах Митридата.

### В кинематографе
- В Каппадокии, в долине Гёреме, состоялись съёмки фильма Пазолини «Медея», главную роль сыграла Мария Каллас.
- В Каппадокии состоялись съёмки фильма «Призрачный гонщик» («Ghost Rider», 2007 г.). Фильм основан на персонаже Marvel Comics. В роли гонщика снялся Николас Кейдж[31].
- Согласно упорной легенде[32], именно странными ландшафтами Каппадокии и её пещерными домами вдохновлялся Лукас при создании пустынных ландшафтов Татуина в «Звёздных войнах. Эпизоде IV. Новая надежда». Более того, местные жители даже показывают места, где «происходили и сами съёмки».
- В сериале «Спаси меня, Святой Георгий» часть событий происходит в Каппадокии.

### В компьютерных играх
- Каппадокия является одной из локаций в игре Assassin’s Creed: Revelations.

## Достопримечательности и туризм
Каппадокия является одним из туристических центров Турции. Это связано с наличием уникальных достопримечательностей, созданных как силами природы, так и руками человека.
Основные группы достопримечательностей провинции:
- Вулканические ландшафты — скалы и останцы причудливых очертаний, созданные в процессе выветривания.
- Пещерные и подземные города — поселения, вырубленные в мягких породах скал или под землёй.
- Каньоны — сочетают в себе специфические фигуры выветривания и, нередко, пещерные поселения.

Большая часть достопримечательностей Каппадокии расположена в округе города Ургюп. Здесь находятся Гёреме, Зельве, Чавушин, другие музеи под открытым небом, замки Учхисар и Ортахисар.
Среди достопримечательностей скалы в долине Пашабаглары, подземные города Деринкую и Каймаклы.
Очень популярны в Каппадокии полёты на воздушных шарах. Они проходят в любое время года при безветренной погоде. Лучшими местами для наблюдения полёта шаров являются городок Гёреме, склоны Долины Любви около него и скальная крепость в городке Чавушин.
Туристический сервис в Каппадокии налажен на уровне основных курортов Турции. Есть отели всех видов, от домов усадебного типа до специфических пещерных гостиниц. Транспортное сообщение — автомобильное, на автобусах или маршрутках, позволяет добраться до основных достопримечательностей. Туристические офисы различных компаний располагаются во всех городах, предоставляя услуги гидов и всевозможные экскурсии по провинции.